# Hisaya Nakajō
Hisaya Nakajō (jap. 中条 比紗也, Nakajō Hisaya; * 12. September 1973 in der Präfektur Osaka, Japan, † 12. Oktober 2023) war eine japanische Manga-Zeichnerin.

## Leben
Ihren ersten Manga veröffentlichte Nakajō im November 1994 mit der Kurzgeschichte Heart no Kajitsu (dt. etwa „Die Frucht des Herzens“) im Manga-Magazin Hana to Yume, das sich an jugendliche Mädchen richtet, sich also auf Mangas der Shōjo-Gattung spezialisiert. Für dieses Magazin, für das zu dieser Zeit unter anderem auch Kaori Yuki und Marimo Ragawa arbeiteten, schuf sie in der folgenden Zeit mehrere weitere kurze Mangas. Ihr erstes längeres Projekt war Yume miru happa, das von April bis Mai 1995 in 90 Seiten im Hana to Yume und später, gemeinsam mit einigen kurzen Werken der Autorin, beim Hakusensha-Verlag als Sammelband veröffentlicht wurde. Nach dem vier Einzelkapitel umfassenden Usotsuki na Taiyō begann sie mit der aus sieben Kapitel in zwei Sammelbänden bestehenden Comicserie Missing Piece. Diese handelt von einer Oberschülerin, in deren Klasse laut ihrer Mitschüler schon immer der Junge war, den sie vorher noch nie gesehen hat. Die Protagonistin ist die einzige, die sich nicht an ihn erinnern kann.
Der Durchbruch kam für die Autorin mit der Manga-Serie Hana-Kimi. Darin geht es um eine Jugendliche, die, um näher bei ihrem Schwarm zu sein, heimlich auf eine Jungenschule geht. Von September 1996 bis August 2004 zeichnete Nakajō den ungefähr 4.300 Seiten umfassenden Comic für das Hana to Yume-Magazin. Die 23 Sammelbände von Hana-Kimi, die in mehrere Sprachen übersetzt wurden, verkauften sich allein in Japan über dreizehn Millionen Mal. In Taiwan entstand eine fünfzehnteilige Fernsehserie auf Basis des Mangas.
Zuletzt veröffentlichte die Zeichnerin ihren Manga Sugar Princess im Hana to Yume. Sie beschreibt darin ein Mädchen mit scheinbar außergewöhnlichem Talent im Eiskunstlaufen.
Sie verstarb im Alter von 50 Jahren an einer Herzerkrankung.

## Werke (Auswahl)
- Heart no Kajitsu (ハートの果実, Hāto no Kajitsu), 1994
- Futari no Hōsoku (ふたりの法則), 1995
- 17 Romance (17ロマンス, 17 Romansu), 1995
- Yume miru happa (夢みる葉っぱ), 1995
- Usotsuki na Taiyō (嘘つきな太陽), 1995
- Missing Piece (ミッシング・ピース, Misshingu Pīsu), 1995–1996
- Hana-Kimi (花ざかりの君たちへ, Hanazakari no Kimitachi e), 1996–2004
- Sugar Princess (シュガープリンセス, Shugā Purinsesu), 2005–2007